# Pseudepipona tamarina
Pseudepipona tamarina är en stekelart som först beskrevs av Henri Saussure.  Pseudepipona tamarina ingår i släktet Pseudepipona och familjen Eumenidae. Inga underarter finns listade i Catalogue of Life.